# Mobula hypostoma
Mobula hypostoma är en rockeart som först beskrevs av Edward Nathaniel Bancroft 1831.  Mobula hypostoma ingår i släktet Mobula och familjen örnrockor. IUCN kategoriserar arten globalt som otillräckligt studerad. Inga underarter finns listade i Catalogue of Life.